# Klub Patriotyczny
Towarzystwo Patriotyczne lub Klub Patriotyczny – organizacja powołana 1 grudnia 1830 w Warszawie w czasie powstania listopadowego, której prezesem został Joachim Lelewel, domagająca się walki zbrojnej o niepodległość Polski, obrony swobód obywatelskich oraz reform społecznych.
Powstała z inicjatywy uczestników sprzysiężenia Piotra Wysockiego: Maurycego Mochnackiego, Ludwika Nabielaka, Ksawerego Bronikowskiego, Józefa Kozłowskiego i Jana Ludwika Żukowskiego, zebranych w warszawskim ratuszu. Lewicę w Towarzystwie Patriotycznym stanowili: Tadeusz Krępowiecki (wiceprezes), ksiądz Aleksander Pułaski, Jan Czyński oraz wspomniany Józef Kozłowski.
Towarzystwo domagało się aktywizacji działań wojskowych i przekształcenia Rady Administracyjnej w Rząd Narodowy. Rada Administracyjna uległa tym naciskom i dokooptowała do swojego składu niektórych przywódców Towarzystwa (między innymi Mochnackiego i Bronikowskiego). Wywołało to jednak ostre protesty konserwatystów. Wobec zbrojnej napaści na Klub bojówek arystokratycznych Klubu Obywatelskiego Aleksandra Wielopolskiego i Gwardii Honorowej Krystyna Szyrmy, 4 grudnia Towarzystwo zostało rozwiązane przez nowo powstały Rząd Tymczasowy.
19 stycznia 1831 wznowiło działalność pod przewodnictwem Joachima Lelewela. 25 stycznia pod naciskiem manifestacji zorganizowanych przez Towarzystwo sejm uchwalił detronizację cara Mikołaja I. Towarzystwo domagało się wzmożenia działań zbrojnych, za podstawowy cel uważało wywalczenie niepodległości Polski w granicach z 1772. Nie miało sprecyzowanego programu polityczno-społecznego, chociaż wskazywało na potrzebę zmiany stosunków społecznych na wsi. Wśród jego członków nie było jednak zgody co do rodzaju reform i terminu ich przeprowadzenia.
W okresie kryzysu militarnego powstania listopadowego opowiadało się za kontynuacją walki z Rosją, organizując masowe demonstracje w Warszawie. W czasie jednej z nich, 15 sierpnia 1831, doszło do samosądu na szpiegach i dawnych generałach wielkiego księcia Konstantego Pawłowicza. Niepokoje te dały podstawę do likwidacji Towarzystwa 17 sierpnia przez dyktatora powstania, generała Jana Krukowieckiego.